# Shiho Kohata
Shiho Kohata (高畑 志帆, Kōhata Shiho, Hiroshima, 12 november 1989) is een Japans voetbalster.

## Carrière

### Clubcarrière
Kohata begon haar carrière in 2012 bij Urawa Reds. Met deze club werd zij in 2014 kampioen van Japan. In zeven jaar speelde zij er 124 competitiewedstrijden.

### Interlandcarrière
Kohata nam met het Japans vrouwenvoetbalelftal deel aan het Aziatisch kampioenschap 2014. Zij maakte op 18 mei 2014 haar debuut in het Japans vrouwenvoetbalelftal tijdens een wedstrijd om het Aziatisch kampioenschap tegen Jordanië. Japan behaalde goud op het Aziatisch kampioenschap. Ze heeft twee interlands voor het Japanse elftal gespeeld.

## Statistieken
| Japans vrouwenvoetbalelftal | Japans vrouwenvoetbalelftal | Japans vrouwenvoetbalelftal |
| Jaar                        | Wed.                        | Dlp.                        |
| --------------------------- | --------------------------- | --------------------------- |
| 2014                        | 1                           | 0                           |
| 2015                        | 1                           | 0                           |
| Totaal                      | 2                           | 0                           |